# Nickel(II)-acetylacetonat
Nickel(II)-acetylacetonat ist eine chemische Verbindung des Nickels aus der Gruppe der Acetylacetonate.

## Gewinnung und Darstellung
Nickel(II)-acetylacetonat-Dihydrat kann durch Reaktion von Nickel(II)-Salzen mit Acetylacetonat in Gegenwart einer schwachen Base wie Natriumacetat gewonnen werden. Das Dihydrat kann im Vakuum  bei 50 °C leicht zum Anhydrat umgewandelt werden.

## Eigenschaften

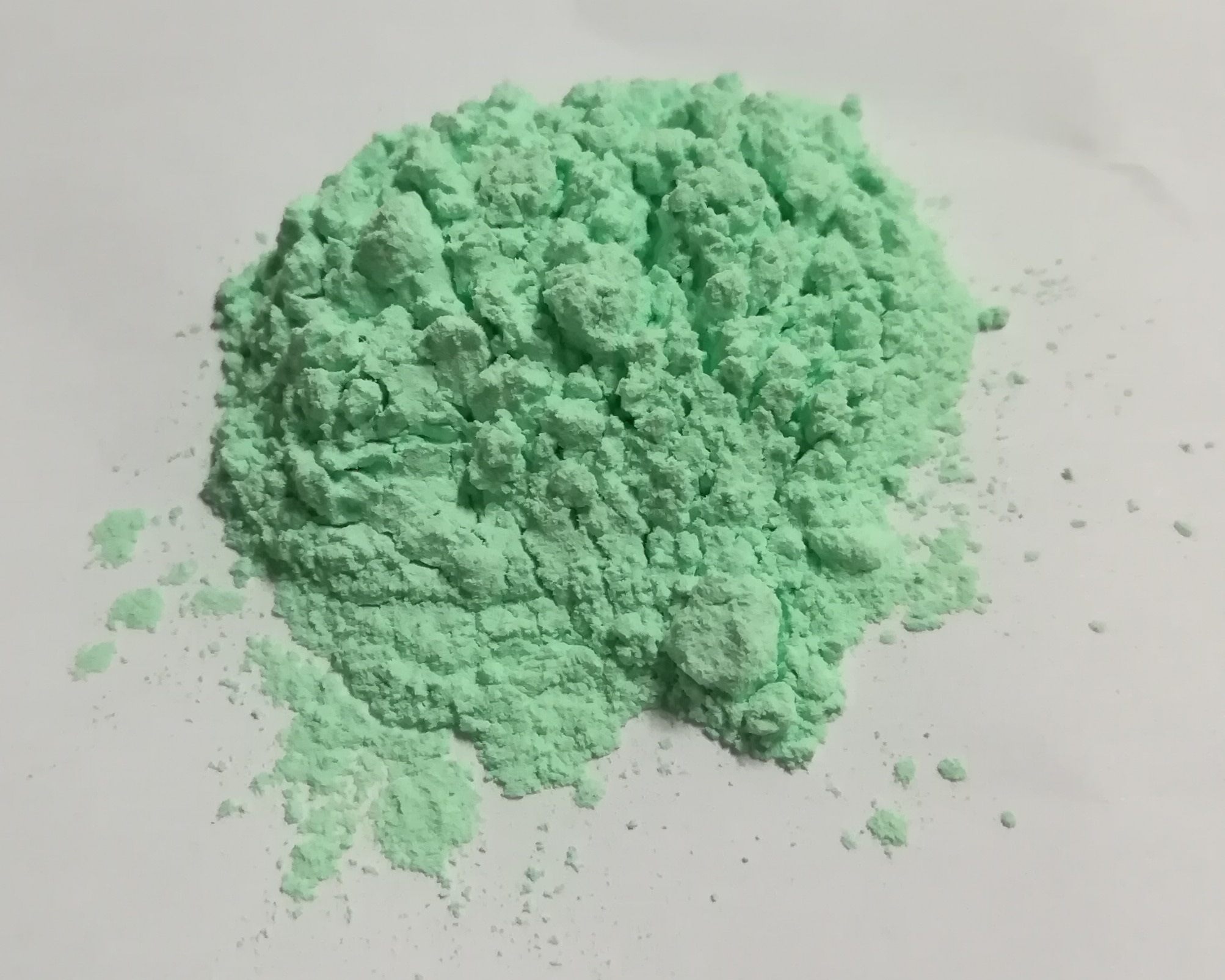
Anhydrat

Nickel(II)-acetylacetonat ist ein geruchloser hellgrüner Feststoff, der löslich in Wasser, Ethanol und Toluol ist. In Lösung liegt die Verbindung als Trimer vor.

## Verwendung
Nickel(II)-acetylacetonat wird als Katalysator und UV-Stabilisator verwendet. Es wird auch als Ausgangsstoff zur Herstellung von Nickelbis(cyclooctadien)-Katalysatoren verwendet und wird auch bei der Abscheidung von Nickel(II)-oxid-Dünnschichten durch Sol-Gel-Techniken auf leitfähigen Glassubstraten eingesetzt. Darüber hinaus wird es in der organischen Synthese zur Herstellung von Organometallen verwendet.